# Campeonato de Fútbol del Guayas 1965
El Campeonato de Fútbol del Guayas de 1965, más conocido como la Copa de Guayaquil 1965, fue la 15.ª edición de los campeonatos semiprofesionales del Guayas, dicho torneo fue  por la Asoguayas, además este torneo sirvió como clasificatorio para el Campeonato Ecuatoriano de Fútbol 1965, tras no haber participado en el Campeonato Ecuatoriano de Fútbol 1964, esto fue porque los clubes guayaquileño decidieron no participar para darle prioridad al torneo local. Como anécdota esta fue la segunda ocasión de que el Barcelona consiguiera el campeonato de manera invicta y este fue el séptimo torneo en el cual no hubo descenso anteriormente no hubo descenso en los años de 1951, 1952, 1958, 1959, 1963, 1964.
El Barcelona se coronó como campeón por cuarta vez campeón, mientras que el Emelec obtendría su quinto subcampeonato. 

## Formato del torneo
El campeonato de Guayaquil se jugó con el formato de dos etapas:
Primera etapa (Etapa única)
Se jugó a una sola etapa en partidos de ida y vuelta; el equipo que consiguió la mayor cantidad de puntos fue el campeón de la edición de 1965 y participó en el Campeonato Ecuatoriano de Fútbol 1965. Asimismo, el subcampeón, y los puestos tercero y cuarto aseguraron su participación.

## Equipos
| Equipo       | Ciudad    | Estadio         | Capacidad |
| ------------ | --------- | --------------- | --------- |
| Barcelona    | Guayaquil | Alberto Spencer | 42.000    |
| Emelec       | Guayaquil | Alberto Spencer | 42.000    |
| Patria       | Guayaquil | Alberto Spencer | 42.000    |
| 9 de Octubre | Guayaquil | Alberto Spencer | 42.000    |
| Everest      | Guayaquil | Alberto Spencer | 42.000    |
| Español      | Guayaquil | Alberto Spencer | 42.000    |

## Primera etapa

### Partidos y resultados
| Fecha 1      | Fecha 1   | Fecha 1          |
| Equipo Local | Resultado | Equipo Visitante |
| ------------ | --------- | ---------------- |
| Emelec       | 5-2       | Español          |
| Everest      | 0-0       | Patria           |
| Barcelona    | 3-0       | 9 de Octubre     |

| Fecha 2      | Fecha 2   | Fecha 2          |
| Equipo Local | Resultado | Equipo Visitante |
| ------------ | --------- | ---------------- |
| Barcelona    | 1-1       | Patria           |
| Español      | 1-0       | 9 de Octubre     |
| Everest      | 0-5       | Emelec           |

| Fecha 3      | Fecha 3   | Fecha 3          |
| Equipo Local | Resultado | Equipo Visitante |
| ------------ | --------- | ---------------- |
| Barcelona    | 3-0       | Everest          |
| Emelec       | 2-2       | 9 de Octubre     |
| Patria       | 0-2       | Español          |

| Fecha 4      | Fecha 4   | Fecha 4          |
| Equipo Local | Resultado | Equipo Visitante |
| ------------ | --------- | ---------------- |
| Barcelona    | 3-0       | Español          |
| Emelec       | 2-2       | Patria           |
| Everest      | 1-1       | 9 de Octubre     |

| Fecha 5      | Fecha 5   | Fecha 5          |
| Equipo Local | Resultado | Equipo Visitante |
| ------------ | --------- | ---------------- |
| Emelec       | 0-1       | Barcelona        |
| Everest      | 1-0       | Español          |
| Patria       | 1-2       | 9 de Octubre     |

| Fecha 6      | Fecha 6   | Fecha 6          |
| Equipo Local | Resultado | Equipo Visitante |
| ------------ | --------- | ---------------- |
| 9 de Octubre | 0-1       | Barcelona        |
| Patria       | 2-1       | Everest          |
| Español      | 0-3       | Emelec           |

| Fecha 7      | Fecha 7   | Fecha 7          |
| Equipo Local | Resultado | Equipo Visitante |
| ------------ | --------- | ---------------- |
| Emelec       | 1-0       | Everest          |
| Patria       | 1-2       | Barcelona        |
| 9 de Octubre | 2-2       | Español          |

| Fecha 8      | Fecha 8   | Fecha 8          |
| Equipo Local | Resultado | Equipo Visitante |
| ------------ | --------- | ---------------- |
| 9 de Octubre | 4-6       | Emelec           |
| Everest      | 1-1       | Barcelona        |
| Español      | 0-1       | Patria           |

| Fecha 9      | Fecha 9   | Fecha 9          |
| Equipo Local | Resultado | Equipo Visitante |
| ------------ | --------- | ---------------- |
| Español      | 0-2       | Barcelona        |
| Patria       | 2-0       | Emelec           |
| 9 de Octubre | 4-0       | Everest          |

| Fecha 10     | Fecha 10  | Fecha 10         |
| Equipo Local | Resultado | Equipo Visitante |
| ------------ | --------- | ---------------- |
| Barcelona    | 2-1       | Emelec           |
| Español      | 3-2       | Everest          |
| 9 de Octubre | 0-0       | Patria           |

### Tabla de posiciones
|  |  |    | Equipo       | PJ | PG | PE | PP | GF | GC | DG  | PTS |
|  |  | -- | ------------ | -- | -- | -- | -- | -- | -- | --- | --- |
|  |  | 1. | Barcelona    | 10 | 8  | 2  | 0  | 19 | 4  | +15 | 18  |
|  |  | 2. | Emelec       | 10 | 5  | 2  | 3  | 25 | 15 | +10 | 12  |
|  |  | 3. | Patria       | 10 | 3  | 4  | 3  | 10 | 10 | 0   | 10  |
|  |  | 4. | 9 de Octubre | 10 | 2  | 5  | 3  | 15 | 17 | -2  | 9   |
|  |  | 5. | Español      | 10 | 3  | 1  | 6  | 10 | 19 | -9  | 7   |
|  |  | 6. | Everest      | 10 | 1  | 3  | 6  | 6  | 20 | -14 | 5   |

 Pts=Puntos; PJ=Partidos jugados; G=Partidos ganados; E=Partidos empatados; P=Partidos perdidos; GF=Goles a favor; GC=Goles en contra; Dif=Diferencia de gol; PB=Puntos de Bonificación
|  | Campeón, clasificó al Campeonato Ecuatoriano de Fútbol 1965.    |
|  | Subcampeón, clasificó al Campeonato Ecuatoriano de Fútbol 1965. |
|  | Clasificó al Campeonato Ecuatoriano de Fútbol 1965.             |

### Campeón
|                       |
| Barcelona 4.to Título |